# 啟德站
啟德站（英語：Kai Tak Station）位於香港九龍九龍城區啟德西北部地底沐元街盡頭至沐安街盡頭，屬於港鐵屯馬綫的鐵路車站，車站於2020年2月14日啟用。
而於屯馬綫全綫通車前，啟德站為屯馬綫一期的南行終點站。

## 車站構造
啟德站由利基-俊和聯營負責興建，而車站共設有3層，當中G層為車站地面出入口；L1層為車站大堂；而L2層則為月台。

### 樓層
| G                 | 地面 | A、B、D出口 |   |  |
| L1                | 大堂 | C出口、智能客務中心、車站商店、會員服務站、洗手間、地下街 |   |  |
| L2                | 月台 | \| \| \| 屯馬綫側綫（供列車停泊，不對外開放） \| \| \| \| \| 1 \| 屯馬綫往屯門（宋皇臺） \| \| \| \| 島式 · 開左邊车门 \| \| \| \| \| \| \| \| 屯馬綫往烏溪沙（鑽石山） \| 2 \| \| |   |  |
|                   |      | 屯馬綫側綫（供列車停泊，不對外開放） |   |  |
|                   | 1    | 屯馬綫往屯門（宋皇臺） |   |  |
| 島式 · 開左邊车门 |      | |   |  |
|                   |      | 屯馬綫往烏溪沙（鑽石山） | 2 |  |

### 大堂
大堂位於車站L1層，原本會設有客務中心，但投入服務後則改為智能客務中心，不再經常有職員駐守，乘客須以視像對話機向位於金鐘站的港鐵職員查詢及處理票務，另外客務中心的其中一側更設有特大天氣顯示屏。而因應於啟用前發生的反修例運動引發連串針對港鐵的抗議及破壞，站內加設特別保護措施，其中八達通讀卡機以防火厚膠板覆蓋，智能客務中心的牆身亦改以聚碳酸酯製作。而大堂近A出口位置亦設有展板介紹車站及屯馬綫資料，同時港鐵亦於站內設置了10間商店空間。
- 車站大堂（2022年5月）
- 車站商店（2022年5月）
- 近A出口位置的大堂設有展板介紹車站及屯馬綫資料（2020年2月）
- 多功能售票機（2022年5月）
- 大堂付費區內設有洗手間（2022年5月）
- 大堂非付費區設有育嬰間（2022年5月）
- 智能客務中心（2023年7月）

### 月台
啟德站有一座島式月台，兩個月台於啟用時均已裝設月台幕門，而月台牆身鋪設的焗漆板亦印有地鐵公司退休建築師區傑棠書寫的站名書法大字。
- 1、2號月台（2022年5月）

由於沙中綫原訂設於大磡村舊址的鑽石山列車停放處改設於前紅磡貨場，故港鐵於啟德站加設側綫供停泊列車。另外，車站以北亦設有渡線供特別的車務調動之用。

### 出入口
啟德站現時設有4個出入口，其中C出口為後期加建，直通AIRSIDE的商場地庫。
另外港鐵亦在2020年4月末於車站A出口通道內設置《啟德回憶︰1925-1998》展板，以展示超過30張與啟德機場相關的歷史圖片及海報；而D出口天幕亦設有藝術品。
|                                                       |                | |      |  |
| 編號                                                  | 指示           | 建議前往的目的地 | 圖片 |  |
| 出口 · A · 无障碍通道标志 · 升降机标志 · 扶手电梯标志 | 啟晴邨／德朗邨 | 啟晴邨、晴朗商場、機電工程署總部大樓、德朗邨多層停車場、雙子匯2期（三道）、宏天廣場、香港聖公會九龍城青少年綜合服務中心、九龍灣公園、煥然壹居、嘉匯、啟朗苑、啟德大道公園、啟德車站廣場、啟德1號、保良局溫林美賢耆暉中心、麗晶花園、麗晶商場、德朗邨、天寰、保良局何壽南小學、聖公會聖十架小學、聖公會九龍灣基樂小學、文理書院（九龍）  |      |  |
| 出口 · B · 扶手电梯标志                               | 沐元街         | 沐元街、啟新道、Mikiki、越秀廣場、Artists Lab、友邦九龍金融中心、The Twins 雙子匯1期（崇光百貨）、啟德社區會堂、東九龍總區總部及行動基地暨牛頭角分區警署、九龍樂善堂、石鼓壟道遊樂場、東啟德遊樂場、東啟德體育館、景泰苑、采頤花園、譽·港灣、嘉諾撒小學（新蒲崗）、李求恩紀念中學、樂善堂王仲銘中學（王仲銘中學）、天主教伍華小學／中學 |      |  |
| 出口 · C · 盲道标志 · 同层                            | AIRSIDE        | AIRSIDE、工業貿易大樓、稅務中心 |      |  |
| 出口 · D · 无障碍通道标志 · 升降机标志 · 扶手电梯标志 | 啟德體育園     | Oasis Kai Tak、沐泰街、U PLACE Riverside、龍譽、The Henley、Henley Park、嘉峯匯、尚‧珒溋、MONACO、高飛里北／南、啟德體育園、啟德體藝館、啟德零售館、啟德主場館 |      |  |
| 註： 設有 \| 設有 \| 設有 \| 設於同一層               |                | |      |  |

- A出口旁啟德車站廣場設有蓋行人通道往返附近商場及住宅（2022年5月）
- 連接啟德站的臨時行人通道已率先在2019年開放，連接沐元街、沐安街、沐翠街及高飛里北（2020年2月）

### 車站藝術
啟德站設有2個車站藝術品，分別位於A出口行人隧道以及D出口天幕。
|  | 《時間中的地平線》       | 伍韶勁（香港）   | D出口天幕     | 2020年2月 |
|  | 《啟德回憶：1925－1998》 | 鄧年威（加拿大） | A出口行人隧道 | 2020年4月 |

## 接駁交通及車費優惠
另外，港鐵亦提供啟德站與綠色專綫小巴25B綫的八達通轉乘折扣優惠。

## 歷史

### 屯馬綫一期
2020年2月13日晚上11時許，有10多名市民已經冒雨在啟德站出入口外等候通車。而港鐵於翌日早上5時20分左右開放其中D出口供乘客進入車站，守候多時的鐵路迷衝進車站大堂，有人甚至在閘機外開香檳慶祝。時任港鐵行政總裁金澤培、總經理鄭群興及常務總監劉天成亦在車站向乘客派發紀念品，包括免費車票一張、港鐵吉祥物「鐵仔」造型的零錢包及巧克力各一個。而特別頭班車於清晨5點45分左右由啟德站開出
另一方面，因應香港於車站啟用前的數個月前有多宗不滿港鐵而到站抗議事件，警方在同月13日晚上派出約10輛警車，有近100名警員在站外內戒備，包括防暴警員及鐵路應變部隊。至當日早上7時，仍見有數名防暴警員在不同車站出入口駐守。而日間站內也有警員巡邏及出入。
另外，由車站啟用當日（2020年2月14日）至2022年1月1日期間，於啟德站使用八達通出入閘的乘客每程亦可享港幣1元（成人）或0.5元（包括小童、長者、殘疾人士及學生）的車費扣減。

### 屯馬綫全綫通車
隨著屯馬綫餘下部分的工程完成，屯馬綫全綫於2021年1月底進入最後的試營運階段。由同年2月16日起，屯馬綫一期列車部分時間在啟德站1號月台清客後會一直駛至紅磡站新月台進行日間試車，再折返啟德站2號月台起載。隨後於同年6月20日屯馬綫一期及西鐵綫開始直通運轉，啟德站1號月台從當日起全日作為清客用途，直至同月27日屯馬綫全綫正式通車為止。

### 地下街
啟德站將為啟德發展區地下街的重要節點。地下街由太子道東／啟新道行人隧道開始，經兩個項目連接車站，而港鐵亦於啟德站預留連接地下街的出入口，有關工程於2022年展開，而出入口亦於2023年9月28日隨著地下街首通段（AIRSIDE商場地庫）落成而啟用，並被編名為「C出口」。

### 事件
- 2020年7月16日下午約4時，啟德站因附近地盤發現戰時炸彈，為配合警方調查而須暫時關閉，直至於翌日早上才重開[18]。

## 未來發展

### 啟德智慧綠色集體運輸系統
香港政府於2007年計劃發展啟德時亦同步規劃了環保連接系統，該系統由九龍灣站開始，並途經啟德站、啟德郵輪碼頭，最後以觀塘站為終點站，但相關規劃於2020年取消，由「多元組合」交通取代。
然而後來在2023年的《香港施政報告》中，相關系統被重新提議，並更名為「啟德智慧綠色集體運輸系統」，但其路線縮短至只連接啟德站至啟德郵輪碼頭。

## 工程期間相片
| 工程期間相片 |
| --- |
| - 2013年8月 - 2015年3月 - 2015年7月 - 2017年2月 - 啟德站A出口工地（2017年10月） - 啟德站B出口工地（2017年10月） - 啟德站D出口工地（2017年10月） |

## 外部連結
- 港鐵公司－啟德站街道圖（页面存档备份，存于）
- 港鐵公司－啟德站位置圖（页面存档备份，存于）
- 港鐵公司－啟德站列車服務時間 （页面存档备份，存于）